# Сулла (упазіла)
Сулла́ (бенг. শাল্লা, англ. Sulla) — одна з 10 упазіл зіли Сунамгандж регіону Сілхет Бангладеш, розташована на південному заході зіли.
Населення — 101298 осіб (2008; 89941 в 1991).

## Адміністративний поділ
До складу упазіли входять 4 варди:
| Зіла     | Площа, км² | Населення, осіб (2008) |
| -------- | ---------- | ---------------------- |
| Атгаон   | -          | 26633                  |
| Бахара   | -          | 25939                  |
| Хабібпур | -          | 24618                  |
| Сулла    | -          | 24108                  |